# Mokwats
Mokwats, jedna od skupina Chemehuevi Indijanaca koja je živjela u planinama Kingston Range (Kingston Mts.) u pustinji Mohave u Kaliforniji, okruzi Inyoi San Bernardino.
Spominje ih Alfred Louis Kroeber u  'Priručniku o kalifornijskim Indijancima' . Nakon rata s Mohavama (1867), skupine Chemehueva preseljene su na Oasis of Mara. 